# Super Handball League Men 2024/25
De Super Handball League 2024/25 is de elfde editie van de handbalcompetitie tussen Nederlandse en Belgische herenteams. Dit seizoen introduceerde de competitie een nieuwe naam, wat een belangrijke verandering in de branding van de liga betekende. In het seizoen 2025/26 staat er opnieuw een uitbreiding gepland, waarbij de competitie wordt uitgebreid van de huidige twaalf teams naar veertien teams. Dit weerspiegelt de groei en populariteit van de competitie, zowel in Nederland als in België. 

## Opzet
- De beste zes ploegen van België en de beste zes ploegen uit Nederland spelen een volledige competitie tegen elkaar.
- De vier ploegen die aan het einde van deze competitie bovenaan staan, strijden om de titel van de Super Handball League. Dit gebeurt in één weekend. Op de zaterdag de halve finales (nummer 1 van de competitie tegen nummer 4, en nummer 2 tegen nummer 3), en op de zondag de finale.
- Per land bepaalt zijn eigen promotie/degradatie regels voor de Super Handball League dit gebeurt via een nacompetitie.
  - In Nederland spelen de zes ploegen in competitievorm. De nummer laatst speelt een Best of Two tegen de winnaar van de nationale eredivisie om een plek in de Super Handball League. De beste twee spelen een best of three serie voor de landskampioenschap
  - In België spelen de laagste twee teams uit de Super Handball League een best-of-five serie voor handhaving/degradatie. De overige vier teams spelen voor de landstitel.

## Teams
| Club                              | Stad               | Provincie     | Trainer             | Hal                       |
| België                            | België             | België        | België              | België                    |
| --------------------------------- | ------------------ | ------------- | ------------------- | ------------------------- |
| Sezoens Achilles Bocholt          | Bocholt            | Limburg       | Luc Boiten          | De Damburg                |
| KTSV Eupen                        | Eupen              | Luik          | Jean-Luc Grandjean  | Sporthalle Stockbergerweg |
| HUBO Handbal                      | Hasselt - Tongeren | Limburg       | Bram Dewit          | Alverberg Eburons Dôme    |
| Biobest/Sasja HC                  | Hoboken            | Antwerpen     | Kevin Jacobs        | Sorghvliedt               |
| Sporting Pelt                     | Pelt               | Limburg       | Korneel Douven      | Dommelhof                 |
| HC Visé BM                        | Wezet              | Luik          | Thomas Cauwenberghs | Hall Omnisports de Visé   |
| Nederland                         |                    |               |                     |                           |
| HV Aalsmeer                       | Aalsmeer           | Noord-Holland | Wai Wong            | De Bloemhof               |
| Herpertz Bevo HC                  | Panningen          | Limburg       | Hans van Dijk       | De Heuf                   |
| L. van Raak Milieutechniek/Houten | Houten             | Utrecht       | Job Reumer          | The Dome                  |
| JD Techniek/Hurry-Up              | Zwartemeer         | Drenthe       | Sven Hemmes         | Techniekplein Emmen Arena |
| Limburg LIONS                     | Sittard-Geleen     | Limburg       | Bruno Thevissen     | Stadssporthal             |
| KRAS/Volendam                     | Volendam           | Noord-Holland | Geert Hinskens      | Opperdam                  |

## Stand
| Pos | Club                              | Wed | W  | G | V  | Ptn | DV  | DT  | +/−  | Opmerking                    |
| --- | --------------------------------- | --- | -- | - | -- | --- | --- | --- | ---- | ---------------------------- |
| 1   | HV Aalsmeer                       | 22  | 17 | 2 | 3  | 36  | 779 | 627 | 152  | Geplaatst voor de Final Four |
| 2   | Sezoens Achilles Bocholt          | 22  | 18 | 0 | 4  | 36  | 718 | 587 | 131  | Geplaatst voor de Final Four |
| 3   | KRAS/Volendam                     | 22  | 15 | 2 | 5  | 32  | 707 | 637 | 70   | Geplaatst voor de Final Four |
| 4   | HC Visé BM                        | 22  | 14 | 0 | 8  | 28  | 683 | 639 | 44   | Geplaatst voor de Final Four |
| 5   | Sporting Pelt                     | 22  | 12 | 2 | 8  | 26  | 659 | 662 | -3   |                              |
| 6   | Herpertz Bevo HC                  | 22  | 11 | 3 | 8  | 25  | 694 | 668 | 26   |                              |
| 7   | HUBO Handbal                      | 22  | 11 | 1 | 10 | 23  | 661 | 648 | 13   |                              |
| 8   | L. van Raak Milieutechniek/Houten | 22  | 7  | 0 | 15 | 14  | 661 | 807 | -146 |                              |
| 9   | KTSV Eupen                        | 22  | 6  | 1 | 15 | 13  | 633 | 713 | -80  |                              |
| 10  | JD Techniek/Hurry-Up              | 22  | 6  | 0 | 16 | 12  | 692 | 729 | -37  |                              |
| 11  | Limburg LIONS                     | 22  | 6  | 0 | 16 | 12  | 668 | 737 | -69  |                              |
| 12  | Biobest/Sasja HC                  | 22  | 3  | 1 | 18 | 7   | 591 | 692 | -101 |                              |

Bron: bnleague.com - ranking[dode link]

## Uitslagen
|                                   | AAL     | BEV     | BOC     | EUP     | HOU     | HUB     | HUR     | LIO     | SAS     | PEL     | VIS     | VOL     |
| --------------------------------- | ------- | ------- | ------- | ------- | ------- | ------- | ------- | ------- | ------- | ------- | ------- | ------- |
| HV Aalsmeer                       |         | 43 - 35 | 34 - 31 | 42 - 31 | 43 - 23 | 37 - 25 | 35 - 27 | 42 - 25 | 36 - 28 | 31 - 23 | 39 - 26 | 35 - 33 |
| Herpertz Bevo HC                  | 30 - 30 |         | 26 - 32 | 38 - 23 | 40 - 28 | 32 - 27 | 39 - 35 | 31 - 26 | 34 - 27 | 30 - 34 | 28 - 34 | 33 - 27 |
| Sezoens Achilles Bocholt          | 25 - 26 | 34 - 24 |         | 37 - 27 | 37 - 27 | 31 - 25 | 38 - 29 | 33 - 27 | 32 - 26 | 31 - 22 | 43 - 31 | 34 - 29 |
| KTSV Eupen                        | 24 - 37 | 25 - 25 | 28 - 43 |         | 33 - 38 | 26 - 33 | 36 - 26 | 32 - 38 | 30 - 25 | 28 - 32 | 33 - 28 | 30 - 36 |
| L. van Raak Milieutechniek/Houten | 28 - 44 | 29 - 33 | 31 - 29 | 41 - 35 |         | 35 - 31 | 29 - 38 | 43 - 38 | 31 - 29 | 31 - 33 | 23 - 37 | 23 - 41 |
| HUBO Handbal                      | 29 - 28 | 24 - 26 | 26 - 29 | 27 - 28 | 43 - 30 |         | 32 - 30 | 33 - 31 | 30 - 25 | 27 - 28 | 24 - 31 | 26 - 21 |
| JD Techniek/Hurry-Up              | 26 - 33 | 36 - 28 | 25 - 31 | 37 - 39 | 40 - 31 | 32 - 37 |         | 32 - 33 | 30 - 25 | 28 - 34 | 34 - 38 | 32 - 35 |
| Limburg LIONS                     | 34 - 38 | 26 - 38 | 32 - 37 | 21 - 29 | 33 - 24 | 29 - 39 | 29 - 40 |         | 28 - 32 | 34 - 22 | 32 - 37 | 29 - 35 |
| Biobest/Sasja HC                  | 29 - 34 | 35 - 31 | 20 - 32 | 23 - 21 | 25 - 28 | 28 - 38 | 25 - 30 | 29 - 34 |         | 24 - 31 | 29 - 33 | 31 - 36 |
| Sporting Pelt                     | 29 - 29 | 30 - 34 | 23 - 22 | 30 - 28 | 42 - 36 | 35 - 35 | 37 - 29 | 24 - 37 | 31 - 22 |         | 26 - 25 | 34 - 39 |
| HC Visé BM                        | 37 - 36 | 35 - 31 | 19 - 23 | 27 - 24 | 43 - 27 | 26 - 27 | 35 - 28 | 27 - 23 | 33 - 25 | 29 - 27 |         | 26 - 27 |
| KRAS/Volendam                     | 29 - 27 | 28 - 28 | 30 - 34 | 29 - 23 | 40 - 25 | 30 - 23 | 30 - 28 | 40 - 29 | 29 - 29 | 33 - 32 | 30 - 26 |         |

Bron: bnleague.com - ranking[dode link]

## Final Four

### Halve finale
| 29-03-2025 19:00 | KRAS Volendam | 25 - 24 | Sezoens Achilles Bocholt | Opperdam |
| 29-03-2025 19:00 | (12 - 13)     |         |                          | Opperdam |
| 29-03-2025 19:00 |               |         |                          | Opperdam |

| 29-03-2025 20:15 | HC Visé BM | 29 - 29 | HV Aalsmeer | Hall Omnisports de Visé |
| 29-03-2025 20:15 | (16 - 16)  |         |             | Hall Omnisports de Visé |
| 29-03-2025 20:15 |            |         |             | Hall Omnisports de Visé |

| 30-03-2025 16:00 | Sezoens Achilles Bocholt | 40 - 29 | KRAS Volendam | De Damburg |
| 30-03-2025 16:00 | (20 - 12)                |         |               | De Damburg |
| 30-03-2025 16:00 |                          |         |               | De Damburg |

| 30-03-2025 17:00 | HV Aalsmeer | 28 - 28 (pen 2 - 4) | HC Visé BM | De Bloemhof |
| 30-03-2025 17:00 | (14 - 16)   |                     |            | De Bloemhof |
| 30-03-2025 17:00 |             |                     |            | De Bloemhof |

### Finale
| 05-04-2025 20:15 | Sezoens Achilles Bocholt | 33 - 27 | HC Visé BM | De Damburg |
| 05-04-2025 20:15 | (15 - 15)                |         |            | De Damburg |
| 05-04-2025 20:15 |                          |         |            | De Damburg |

|                          |
| Vlag van België          |
| Sezoens Achilles Bocholt |
| 7de titel                |

## All-star team
Het kiezen van het "All-ster team" werd gekozen door het publiek en niet meer alleen op het voordragen van spelers door de coaches.
| Positie        | Naam                | Nati.              | Club                     |
| -------------- | ------------------- | ------------------ | ------------------------ |
| Doelman        | Clem Leroy          | Vlag van België    | Sezoens Achilles Bocholt |
| Rechterhoek    | Robin Nagtegaal     | Vlag van Nederland | KRAS/Volendam            |
| Rechter opbouw | Rafał Przybylski    | Vlag van Polen     | Sezoens Achilles Bocholt |
| Cirkel         | Yves Vancosen       | Vlag van België    | HC Visé BM               |
| Midden opbouw  | Vaidas Trainavicius | Vlag van Litouwen  | HV Aalsmeer              |
| Linker opbouw  | Destin van Dijk     | Vlag van Nederland | Herpertz Bevo HC         |
| Linkerhoek     | Donny Vink          | Vlag van Nederland | HV Aalsmeer              |

Naast het All-star team werd ook een MVP en de beste coach uitgeroepen 
|                        | Naam                | Nati.              | Club                     |
| ---------------------- | ------------------- | ------------------ | ------------------------ |
| Coach van het seizoen  | Wai Wong            | Vlag van Nederland | HV Aalsmeer              |
| Speler van het seizoen | Vaidas Trainavicius | Vlag van Litouwen  | HV Aalsmeer              |
| MVP in de finale       | Pieter Strauven     | Vlag van België    | Sezoens Achilles Bocholt |